# Пиньчувская ординация

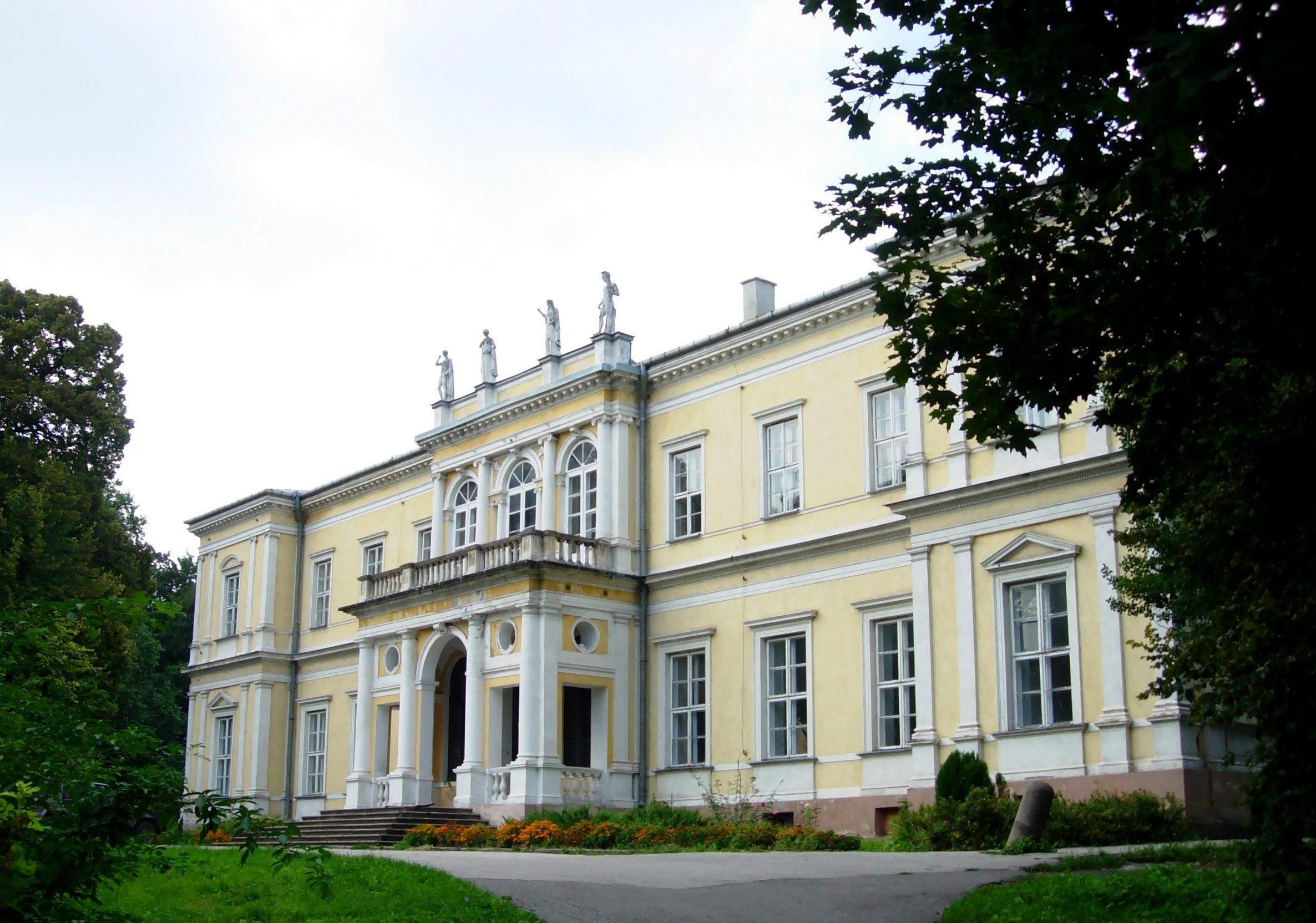
Дворец в Хроберце — резиденция Александра Велёпольского, 13-го ордината Пиньчувского

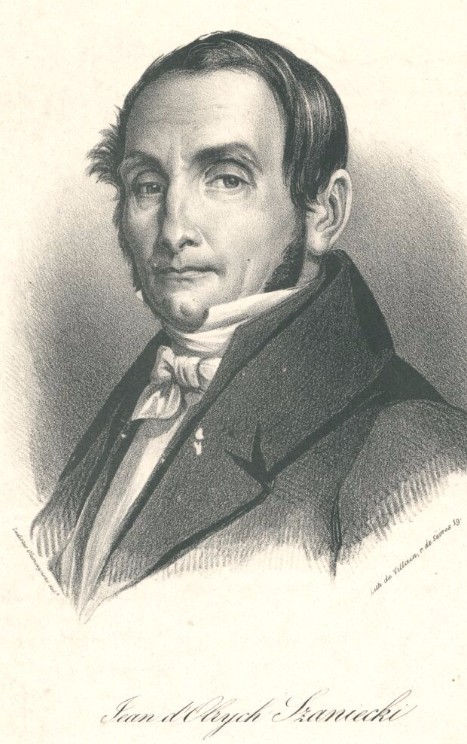
Ян Ольрих Шанецкий, с 1813 года наследник 6 из 12 ключей Пиньчувской ординации

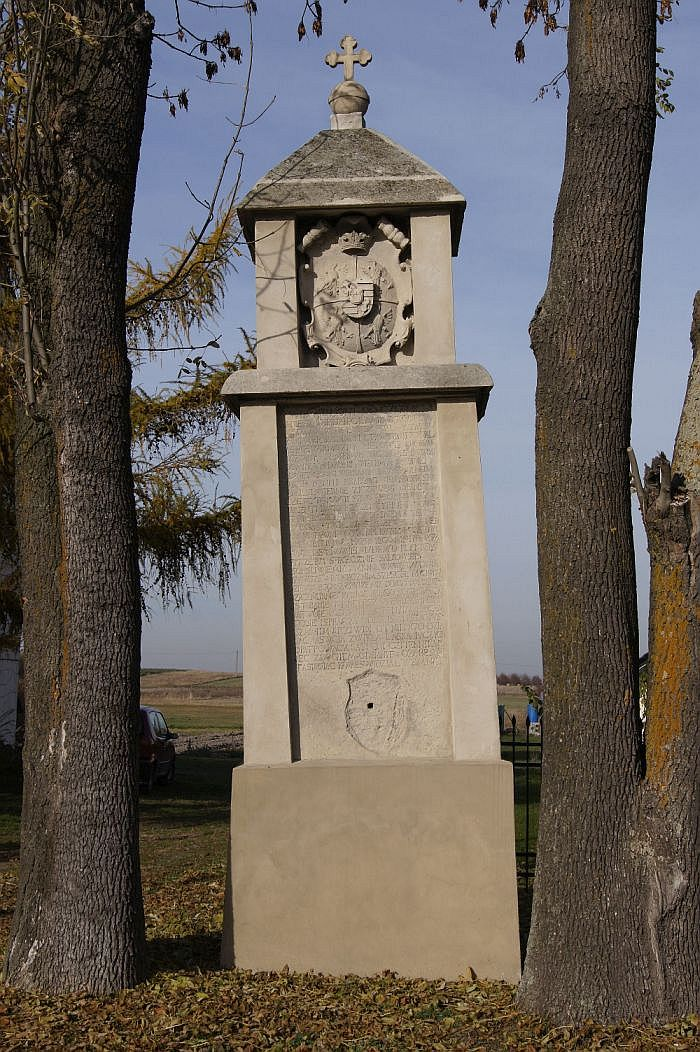
Памятник 1609 года в деревне Влохи, посвященный Сигизмунду Мышковскому, основателю Пиньчувской ординации

Пиньчувская ординация (пол. Ordynacja Pińczowska) — наследственная ординация, основанная в 1601 году для Петра и Сигизмунда Мышковских. Ликвидирована в соответствии с законом от 13 июля 1939 года, который был завершен в 1945 году в соответствии с указом об аграрной реформе.

## История
Основой Пиньчувской ординации было земельное имущество, которое собрал епископ краковский Петр Мышковский (1510—1591). В конце XVI века его наследники и племянники Петр и Зигмунд Мышковские во время поездки в Италию, раздобыли у папы римского Климента VIII титул маркграфа на Мирове, а затем были приняты в течение герцогом Мантуи Винченцо Гонзага.
Чтобы украсить свое продвижение по службе, дворянский титул и подчеркнуть династическое значение новой фамилии семьи по возвращении в Речь Посполитую, они начали усилия по созданию родовой ординации, фонд которого был подтвержден генеральным Сеймом в Новом городе Корчине (1603). Основанная в 1601 году ординация Гонзага-Мышковских состояла состояла из 3 городов и 78 деревень. Титул главы ординации должен был наследоваться по мужской линии.
В 1799 году Пиньчувская ординация была разделена на 12 земских ключей которые получили свое название от принадлежавших им деревень. Эти города: Ксёнж-Вельки, Рогув, Кемпе, Марциновице, Ольшувка, Пшиленчек, Ксёнж-Малы, Пиньчув, Шанец, Хроберц, Козубув и Михалув.
В первой резиденции ординации в Пиньчуве гостями Мышковских были, в частности, герцог де Невер Карл Гонзага, который как посланник короля Франции, остался в Польше, папский нунций Клавдий Рангони, князь Иеремия Вишневецкий и король Речи Посполитой Август II Сильный.
В 1727 году после смерти последнего представителя рода Гонзага-Мышковских за ординацию на Пиньчуве стали судиться его наследники, семьи Иорданов и Велёпольских, которые намеревались взять под свой контроль эту латифундию.
По решению коронного трибунала в 1729 году ординация не была ликвидирована, а сохранена и передано во владение Франтишеку Велёпольскому (1658—1732). Он принял наследственный титул маркграфа, функцию 8-го ордината и фамилию Велёпольский-Гонзага-Мышковский.
На рубеже XVIII—XIX веков Пиньчувская ординация разорилась и была в долгах. В 1813 году произошел его распад. Велёпольские для погашения долгов продали Пиньчув вместе с частью имущества, в состав которого входило 6 земельных ключей с упомянутым Пиньчувом и Шанцем. Эти поместья приобрел юрист Ян Олрых (1783—1840), который от названия одного из имений (Шанец) принял фамилию Шанецкий. Центр ординатуры был переведен в Хроберц.
Новый 13-й ординат, которым стал Александр Велёпольский (1803—1877), владея 3 ключами из 12 принадлежавших Пиньчувской ординации, воспользовавшись судебным путем попытался вернуть право собственности на оставшиеся 9 ключей. Длительный процесс закончился 1836 годом приговором, вынесенным Верховным судом. Дело о взыскании проданных земельных владений было проиграно Александру Велёпольскому. Его последним противником во время суда был уже не Ян Ольрих Шанецкий, а казна, конфисковавшая земельные владения, ранее принадлежавшие ординации, и последним владельцем которых был Шанецкий.
В период Второй Речи Посполитой нарастающий долг ординации Александр Эрвин Велёпольский (1875—1937), 15-й ординат, вынужден был урегулировать продажей части имений ординации. Обязательство перед Стефаном Тышкевичем в 133 000 злотых было покрыто передачей в его собственность всей усадьбы Коперня. Для ликвидации оставшегося долга ординация в 1932 году была вынуждена обратиться с просьбой к провинциальным властям получить разрешение на распускание 7 усадеб, принадлежащих ордынцам, общая площадь которых составляла 3377 моргов земли.
В 1945 году по декрету о земельной реформе оставшиеся пахотные земли прежней постановления были раздроблены и переданы крестьянам. В соответствии с указом покупатели были обязаны уплачивать соответствующие пошлины государству. Земля была поделена в основном между батраками и мелкими крестьянами, а земля с дворцово-парковыми и хозяйственными постройками отводилась под создание сельскохозяйственного центра.

## Туризм
Туристический маршрут Пиньчувской ординации начинается и заканчивается в Пиньчуве. Он проходит через Млодзавы-Мале, Хробеж, Кшижановице-Дольне, Гроховиску, Шанец и Влохи. В Пиньчуве памятником, связанным с историей ординации, есть дворец Велёпольских, в Млоджавах церковь и саркофаг ордината Юзефа Владислава Мышковского, в Хроберце дворец Велёпольских, в Кшижановице церковь, в которой настоятелем был Гуго Коллонтай, в Гроховитске — памятник польским повстанцам, возникший возник в месте монастыря камальдулов, в Шанце — усадьба эпохи ренессанса, памятник 1609 года, построенный в честь ордината Сигизмунда Мышковского.

## Ординаты
- Сигизмунд Мышковский (1562—1615), 1-й ординат Пиньчувский (1601—1615)
- Ян Гонзага Мышковский (? — 1621), 2-й ординат Пиньчувский (1615—1621), старший сын предыдущего
- Фердинанд Гонзага Мышковский (? — 1647), 3-й ординат Пиньчувский (1621—1647), младший брат предыдущего
- Владислав Гонзага Мышковский (ок. 1593—1658), 4-й ординат Пиньчувский (1647—1658), младший брат предыдущего
- Франтишек Гонзага Мышковский (ок. 1625—1669), 5-й ординат Пиньчувский (1658—1669), сын Александра Мышковского
- Станислав Казимир Мышковский (1659—1684), 6-й ординат Пиньчувский (1669—1684), старший сын предыдущего
- Юзеф Владислав Мышковский (1660—1727), 7-й ординат Пиньчувский (1684—1727), младший брат предыдущего
- Франтишек Велёпольский (1658—1732), 8-й ординат Пиньчувский (1729—1732)
- Кароль Велёпольский (? — 1773), 9-й ординат Пиньчувский (1732—1773), старший сын предыдущего
- Франтишек Велёпольский (1732—1809), 10-й ординат Пиньчувский (1773—1809), старший сын предыдущего
- Юзеф Ян Велёпольский (ок. 1760—1838), 11-й ординат Пиньчувский (1809—1813), старший сын предыдущего
- Юзеф Станислав Велёпольский (1777—1815), 12-й ординат Пиньчувский (1813—1815), сын Игнацы Велёпольского
- Александр Велёпольский (1803—1877), 13-й ординат Пиньчувский (1815—1877), сын предыдущего
- Сигизмунд Анджей Велёпольский (1833—1902), 14-й ординат Пиньчувский (1877—1902), старший сын предыдущего
- Александр Эрвин Велёпольский (1875—1937), 15-й ординат Пиньчувский (1902—1937), старший сын предыдущего[4]
- Сигизмунд Константин Велёпольский (1901—1971), 16-й ординат Пиньчувский (1937—1945), старший сын предыдущего[5].